# Nostra aetate
Nostra Aetate (dobesedno slovensko V našem času) je dokument Rimskokatoliške Cerkve, ki je nastal med drugim vatikanskim koncilom; objavil ga je papež Pavel VI. 28. oktobra 1965. Za dokument je glasovalo 2.221 škofov, proti pa 88.
Dokument je izjava o razmerju Cerkve do nekrščanskih verstev. Slovenska kratica zanj je N, latinska pa NA.